# Musima

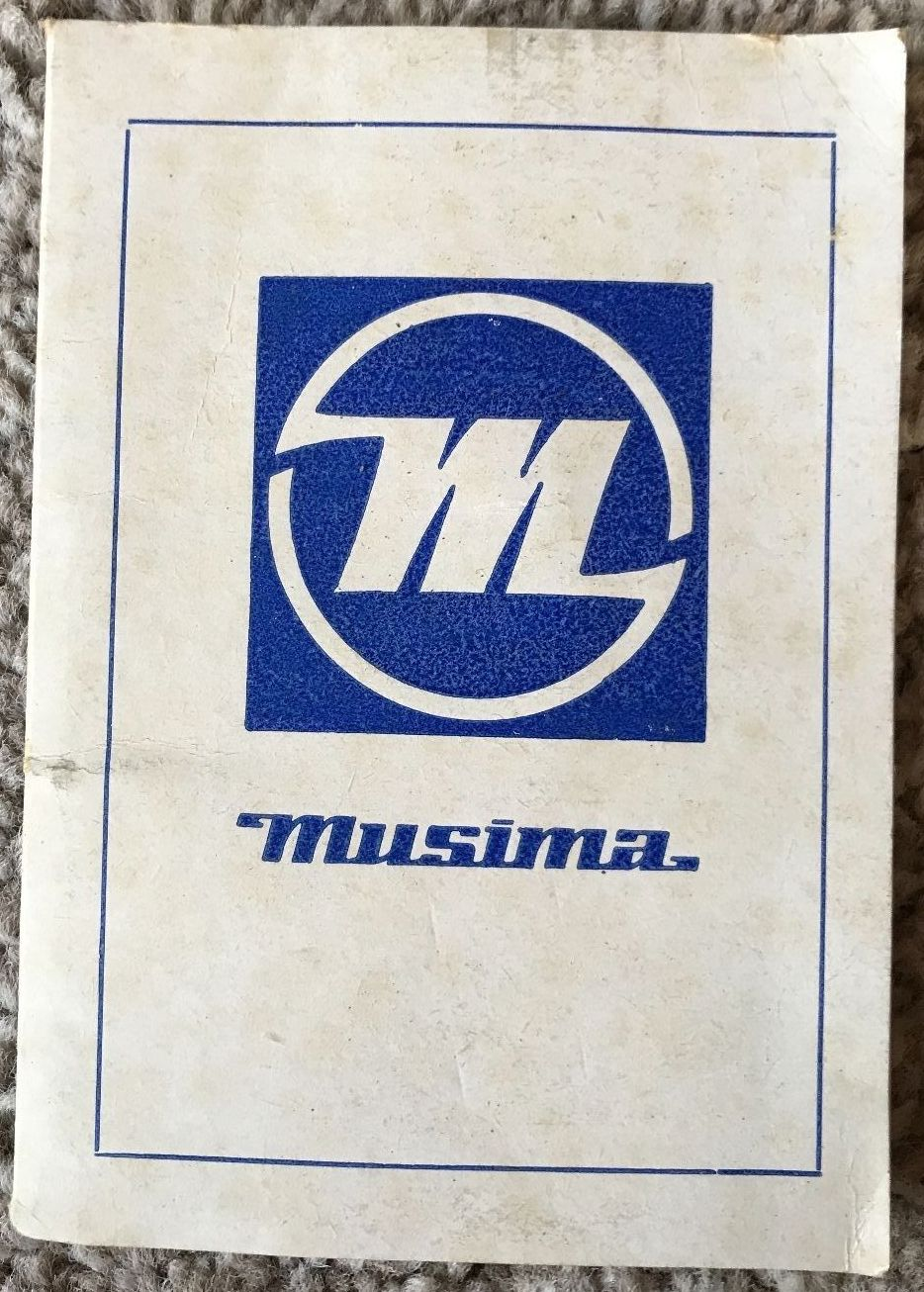
Musima-Logo auf dem englischsprachigen Manual einer (Export-)Gitarre aus den 60er Jahren

Musima (Mischkurzwort aus Musikinstrumentenbau Markneukirchen) ist eine Markenbezeichnung von Musikinstrumenten aus der Deutschen Demokratischen Republik. Der Markenname ist eine Abkürzung des Herstellerbetriebes, des ehemaligen VEB Musima Markneukirchen (1952–1990) im Musikwinkel im Vogtland. Nach der Wende wurde der VEB Musima von der Musima GmbH bis zum Jahr 2004 weitergeführt.

## Geschichte

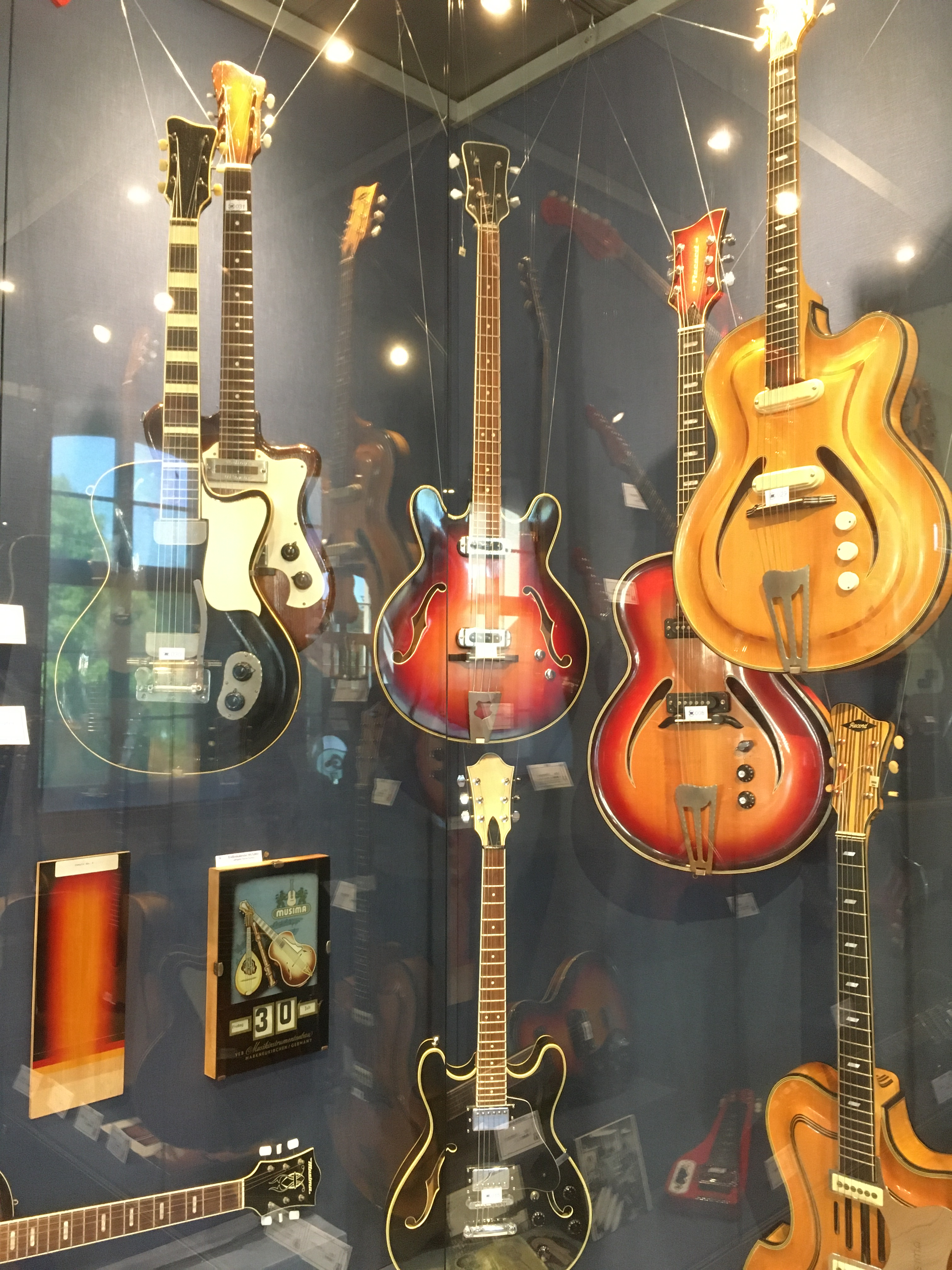
Musima-Gitarren im Musikinstrumentenmuseum Markneukirchen

1952 wurde Musima als VEB(K) Musikinstrumentenbau Markneukirchen gegründet. Unabhängige Hersteller von Gitarren der Marken Migma, Marma, oder Perl-Gold wurden ab den frühen 1970ern in die Musima integriert oder aufgelöst. Von 1981 bis 1990 war der Betrieb Teil des Kombinats Musikinstrumente.
Noch bis Mitte der 1990er Jahre produzierte die Musima GmbH klassische und akustische Gitarren (anfangs auch noch E-Gitarren und E-Bässe), Violinen, Celli, Kontrabässe, Banjos, Zithern und andere Streich- und Zupfinstrumente. Unter anderem wurden auch höherwertige Gitarren für die Firma Lakewood Guitars hergestellt. Diese Gitarren wurden mit einem L gelabelt. Die Firma bestand aus den Hauptgebäuden an der Pestalozzistraße in Markneukirchen und hatte viele Außenstellen in benachbarten Orten.
In den 90er Jahren wurde der Musikinstrumentenbau in Konkurrenz zum Weltmarkt und unter sozialistischen Produktionsbedingungen zu teuer. Zu DDR-Zeiten arbeiteten bis 1260 Mitarbeiter im VEB. Nach der Wende wurde das Personal bis auf 30 Mitarbeiter reduziert. Die industrielle, maschinelle Fertigung war jedoch nicht mehr lukrativ, und die Musima musste schließlich Konkurs anmelden. Viele kleinere Unternehmen aber führen die Tradition des Musikinstrumentenbaus in Markneukirchen fort.
Die Gebäude wurden 2009 von der Stadt Markneukirchen zwecks Abriss aufgekauft, der bisher (Stand 2020) nicht erfolgt ist.

## Galerie

Verwaltungsgebäude des VEB Musima 2006 nach der Insolvenz
Produktionsgebäude des VEB Musima Südseite im Jahr 2006